# NGC 3592
NGC 3592 é uma galáxia espiral (Sc) localizada na direcção da constelação de Leo. Possui uma declinação de +17° 15' 34" e uma ascensão recta de 11 horas, 14 minutos e 27,5 segundos.
A galáxia NGC 3592 foi descoberta em 4 de Março de 1865 por Albert Marth.